# Station Beugen-Rijkevoort
Beugen-Rijkevoort (Bgr) is een voormalige stopplaats aan de Maaslijn tussen Nijmegen en Boxmeer.
De stopplaats was in gebruik van 1 juni 1883 tot 15 mei 1933. De wachterswoning uit 1883 is in 1970 gesloopt.
Het station (wachtpost 32) werd oorspronkelijk geopend onder de naam Rijkevoort. In 1908 werd de naam veranderd in Beugen-Rijkevoort. Het station lag aan de Voordtstraat.